# Igal Alon
Yigal Allon (în alfabetul ebraic יגאל אלון, se citește Igál Allon) (n. 10 octombrie 1918, Kfar Tavor⁠(d), Administrația Teritoriului Inamic Ocupat⁠(d) – d. 29 februarie 1980, Afula, Districtul de Nord, Israel) a fost un general și politician social-democrat israelian, ministru în mai multe guverne, care a îndeplinit funcția de ministru de externe în anii 1974–1976 și de prim-ministru interimar în perioada 26 februarie–17 martie 1969. A fost respectat de toate taberele politice din Israel atât ca unul din eroii războiului de independență din anii 1948-1949, cât și pentru integritatea sa. 

## Copilăria si tinerețea
S-a născut în 1918 în satul Kfar Tavor (Maskha - cooperativă agricolă de tip moshava sau moshav), la poalele Muntelui Tavor în estul Galileei Inferioare, ca mezin între șase copii: patru băieți și o fată. Numele său la naștere era Igal Paicovitch si l-a ebraizat ulterior. Tatăl său, Reuven Yosef Paikovici, originar din Grodno (Belorusia) , trăia in Palestina din anul 1882 în noua așezare evreiască Rosh Pina din nordul Galileei.Mama, Haya Schwartz, se trăgea dintr-o familie evreiască evlavioasă stabilită de multe generații în orașul cabaliștilor Tzfat (Safed). Bunicul din partea mamei, Alter Schwarz, a fost unul din fondatorii așezării Rosh Pina. La vârsta de cinci ani mama sa a murit, iar Igal a fost crescut, în continuare, de către tatăl său, un om harnic și auster care nu s-a mai căsătorit și de sora sa mai mare.    
În copilărie Igal a studiat la liceul agricol "Kaddouri" din apropierea muntelui Tavor, în prima promoție a acestuia. De la vârsta de 13 ani a luat parte la activități de apărare ale așezărilor evreiești, s-a înrolat în unitățile de pază (ale căror membri se numeau "notrim") și în poliția evreiască organizată de autoritățile britanice (paralel cu cea arabă).

## Activitatea militară
In anul 1937 Igal Allon s-a aflat între fondatorii kibutzului Ginossar , lângă lacul Tiberiada (în ebraică Kinneret sau Ginossar). În timpul marii revolte (Intifada) a arabilor din Palestina în anii 1936 - 1939,care pusese in pericol populația evreiască, Igal Allon s-a antrenat în comandourile de noapte instruite de ofițerul britanic pro-sionist Orde Wingate. Apoi a devenit membru al unităților de asalt Palmah din cadrul organizației de apărare Hagana, și apoi, comandantul uneia din primele două companii ale Palmah, cealaltă fiind comandata de Moshe Dayan.  
În 1943 Igal Allon a devenit adjunctul comandantului Palmahului, Itzhak Sadeh, iar la retragerea acestuia din funcție,in 1945, a fost numit comandant plin al acestor unități până în anul 1948. 
După izbucnirea celui de-al doilea război mondial Allon a participat la misiuni din partea britanicilor în Libanul și Siria dominate atunci de regimul pro-nazist de la Vichy etc ) 

### În Războiul de Independență din 1948 - 1949
În Războiul arabo-israelian din 1948-1949 , cunoscut ca Războiul de Independență al Israelului, Igal Allon a comandat trei brigăzi ale Palmahului.
Între aprilie - mai 1948 a condus Operația Iftah (numită după judecătorul biblic Iftah = rom. Ieftae sau Iefta, dar și după inițialele numelor Igal Paicovici Tel Hay - numele său la naștere asociat cu cel al localității Tel Hay, vestită în epopeea sionismului și aflată în teatrul luptelor) în care forțele evreiești au reușit să înfrângă unitățile arabe locale și să obțină controlul asupra Galileei de est și de nord, inclusiv a orașelor Tzfat (Safed) și Tverya (Tiberiada) a căror populație arabă a fugit la apelul conducătorilor ei și speriată de zvonuri alarmiste ,unele difuzate ,se pare, ca "război psihologic" .
După proclamarea Statului Israel la 15 mai 1948 forțele conduse de Igal Allon au respins unitățile siriene și libaneze care au încercat să invadeze Galileea.
În vară, după prima perioadă de încetare a focului, Igal Allon a coborît în centrul țării, ca adjunct al generalului
David (Mickey) Marcus. Secondat de Moshe Dayan, a comandat luptele cu Legiunea arabă, și cu arabii palestinieni, în zona dintre Tel Aviv și Ierusalim. În cursul Operației Dani trupele sale au reușit în 10 zile să cucerească orașele Lod (Lydda) și Ramla de unde circa 50 000 de locuitori arabi s-au refugiat în direcția Ramallah. În schimb, în timpul încercărilor nereușite de a cuceri fortăreața arabă de la Latrun, în drumul spre Ierusalim, forțele israeliene s-au lovit de o rezistență acerbă din partea Legiunii Arabe transiordaniene și au suferit pierderi grele (inclusiv în "Operația Yoram" a treia încercare de acest fel, comandată de Allon însuși).
Igal Allon a fost nevoit să se conformeze ordinului lui David Ben Gurion de dizolvare a tuturor organizațiilor paramilitare evreiești, inclusiv a Palmahului, condus de el, ca și a Irgun-ului (Etzel) și a formației Lehi (Grupul Stern), în scopul cooptării lor în noua armată a Israelului (Tzahal). Ben Gurion se temea de caracterul politic al acestor organizații, în cazul Palmahului - de ideologia socialistă și de simpatiile pro-sovietice din rândurile membrilor acestuia. 
La 30 ani, Yigal Allon, numit general-maior, a luat comanda Armatei de Sud a Israelului (1948-1949). În această calitate . el a comandat operațiile Yoav , Lot, Assaf, Horev și Uvda , care au asigurat ,la timp, controlul israelian asupra Negevului, înainte ca ONU să decidă soarta acestei regiuni. 
Prin înfrângerea armatei egiptene invadatoare și cucerirea localităților cheie Beer Sheva și Eilat (pe țărmul Mării Roșii) Yigal Allon a fost unul din cei care au contribuit cel mai mult la trasarea liniilor de armistițiu și in acest fel a granițelor Israelului.

## Activitatea politică. Planul Allon
Din cauza simpatiilor sale cunoscute pentru fracțiunea de stânga opusă lui Ben Gurion, Yigal Allon a fost silit să renunțe la ambiția de a fi numit șef al statului major al armatei și să se retragă din serviciul militar activ.
El s-a alăturat Mișcării cooperatiste agricole Hakibutz Hameuhad căreia îi aparținea kibutzul său, Ginossar, și care era legată de Partidul Mapam, (înfiintat în ianuarie 1948), iar mai târziu s-a găsit printre conducătorii partidului Ahdut haavodá -Poaley Tzion, reînființat în 1954 prin sciziunea Mapam-ului. În anii 1955-1960 el a reprezentat acest partid în Knesset.
Era cunoscut pentru activismul său în domeniul apărării, care și-a găsit expresia în poziția sa în legătură cu părăsirea de către majoritatea locuitorilor arabi palestinieni a teritoriului cucerit de către israelieni în cursul luptelor din timpul războiului din 1948-1949. După cum a afirmat Allon într-o conferință in iunie 1950:
„ Sunt de părere ca procesul fugii arabilor a fost un proces pozitiv...Acțiunile noastre pentru evacuarea unei populații arabe ostile din niște teritorii mari și având valoare militară, au fost fără altă alternativă și justificate...nu numai la acel ceas, cel al luptelor, ci justificate pe termen lung”
După ce și-a completat studiile la Universitatea ebraică din Ierusalim, Allon s-a perfecționat vreme de doi ani la colegiul St. Anthony de la Oxford.
Întors în Israel, Yigal Allon a ocupat posturi importante în guvernele social- democrate ale țării. A fost din nou deputat în parlament, ministru al muncii în anii 1961 - 1967, vice-prim ministru între anii 1967 - 1974, ministru al integrării imigranților între 1967-1969, ministru al educației și al culturii între 1969-1974 și în sfârșit ministru al afacerilor externe între 1974 - 1977, în care calitate a vizitat și România.
Dupa decesul lui Levi Eshkol în 1969, Yigal Allon a ocupat postul de prim ministru interimar. Rival al lui Moshe Dayan încă din zilele tinereții în Palmah, Yigal Allon a candidat în cadrul partidului la postul de prim ministru, dar i-a fost preferată Golda Meir.
După demisia Goldei Meir în 1974, Yigal Allon l-a înlocuit pe Abba Eban (Even) ca ministru de externe în noul guvern format de colegul său din mișcare, Itzhak Rabin. 
Ca ministru de externe al Israelului, Allon a fost cel dintâi care, în 1974, a ținut un discurs în ebraică (limba sa maternă), în fața Adunării Generale a ONU.
Considerat "porumbel" din punct de vedere al opiniilor sale în legatură cu rezolvarea conflictului du arabii, Yigal Allon a fost, în 1968 (în zilele când era vice- prim ministru) arhitectul așa-numitului "Plan Allon" care propunea sfârșitul ocupației israeliene în Cisiordania prin împărțirea negociată a acestui teritoriu între Israel și Iordania (circa 30 % urmând să revină Israelului și 70 % Iordaniei).
După victoria dreptei în alegerile din 1977, Allon a intrat în opoziție. 
A încetat din viață subit la 61 ani, în localitatea Afula, în urma unui atac de cord, la 29 februarie 1980, la o zi dupa ce găzduise în kibutzul său Ginossar , pe ministrul apărării al Egiptului, Kamal Hassan Ali. În acele zile se afla în plină campanie electorală pentru conducerea Partidului Muncii, principalul său rival fiind Shimon Peres.
Igal Allon a fost căsătorit din 1937 cu Ruth, născută Baron, dintr-o familie de evrei din Germania. Fiul lor, Iftakh (1948 - 1999) a fost pictor.

### In memoriam
Mormântul lui Yigal Allon se află în kibutzul Ginossar.
- Acolo s-a întemeiat muzeul „Beit Allon”, care îi cultivă memoria și moștenirea sa ideologică.
- Numele său a fost dat așezării Kela Allon din nordul podișului Golan, autostrăzii Allon care leagă numeroase așezări evreiești înființate în Cisiordania ocupată, unui număr de străzi și școli de pe cuprinsul Israelului.

## Scrieri
- Masakh shel hol: Israel veArav bein milhama veshalom (Cortina de nisip:Israel si arabii între război și pace) - prima ediție 1959

(ed. Ido Rotem), Editurile Hakibutz Hameuhad și Dror Lanefesh, 2020
„În zilele noastre aproape că nu se  mai face diferență între front si spatele frontului. ...Odată cu dezvoltarea aviației militare și a diferitelor tipuri de rachete, a artileriei cu bătaie lungă, a capacității de mobilitate și a blindatelor, cu lărgirea posibilităților de desant și de parașutare din aer, și mai cu seamă, în condițiile dispariției deosebirii de principiu dintre combatanți și necombatanți și a nesocotirii intentionate a spațiilor demilitarizate , toți cetățenii părților în conflict devin „ținte militare”  și sunt afectați direct și personal nu numai de consecințele militare și politice ale războiului ci și de acțiunea și influența nemijlocită a acestuia asupra vieții de zi de zi”
- - „Casa părintească” - în ebraică - „Beit Avi”, ed. Hakibutz Hameukhad, 1975

(יגאל אלון, בית אבי, הוצאת הקיבוץ המאוחד, 1975).

## Fotogalerie

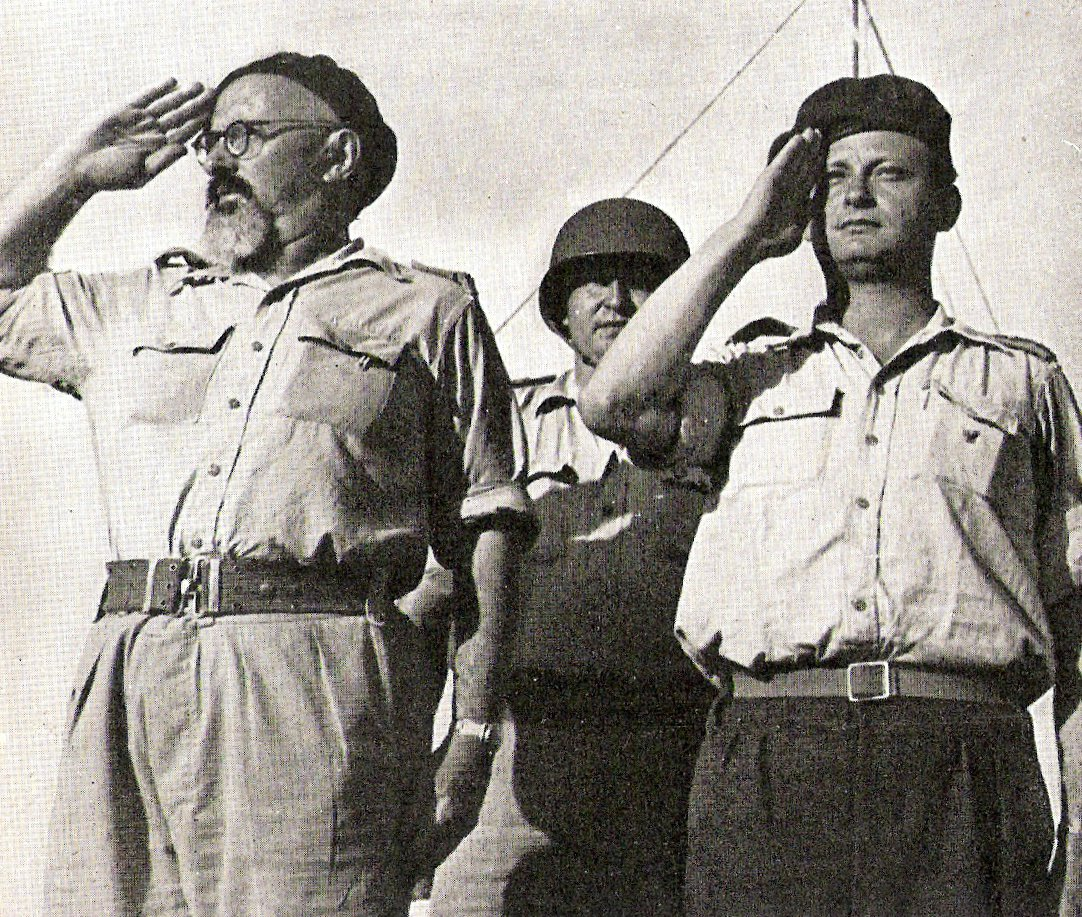
Yigal Allon (la dreapta), alături de Itzhak Sadè.